# Terje Vigen (dikt)
Terje Vigen är en episk dikt av Henrik Ibsen. Dikten trycktes och utgavs första gången i Illustreret Nyhedsblad 1862 i tidskriftens nyårsnummer.

## Handling
Diktens handling utspelar 1809 sig under och efter Napoleonkrigen. Den engelska flottan spärrade effektivt av Skagerak och i trakten av Lillesand drabbades Terje Vigen och hans familj av livsmedelsbristen som följde av blockaden. Situationen tvingade titelpersonen att ro till Danmark efter brödsäd. Det lyckades Terje Vigen med och med sin livgivande last begav han sig tillbaka till Norge. På den absolut sista delen av sjövägen hem bordades Terjes roddbåt emellertid av en engelsk korvett och dess besättning sänkte båten vid strandkanten. Terje själv togs så till fånga och sattes som det hette på prisonen för att friges efter krigsslutet 1814. Då fick han lift hem av en svensk fregatt. Väl hemma mindes ingen vem Terje var och alla i familjen hade hunnit avlida.
Terje Vigen tog arbete som lots och en kväll råkade ett engelskt fartyg i sjönöd. De ombordvarande - en adelsman med fru och barn - räddades över i Terjes lotsbåt. Det är samma engelsman som en gång tog Terje till fånga. Han igenkände engelsmannen utan att denne kände igen honom. De anser sig räddade men plötsligt blir Terje sjövild och skrämmer upp dem genom att slå hål i båten - på den plats på vilken hans egen båt förliste 1809. Men det blir ingen blodshämnd - Terje skonar deras liv.

## Terje Vigens historicitet

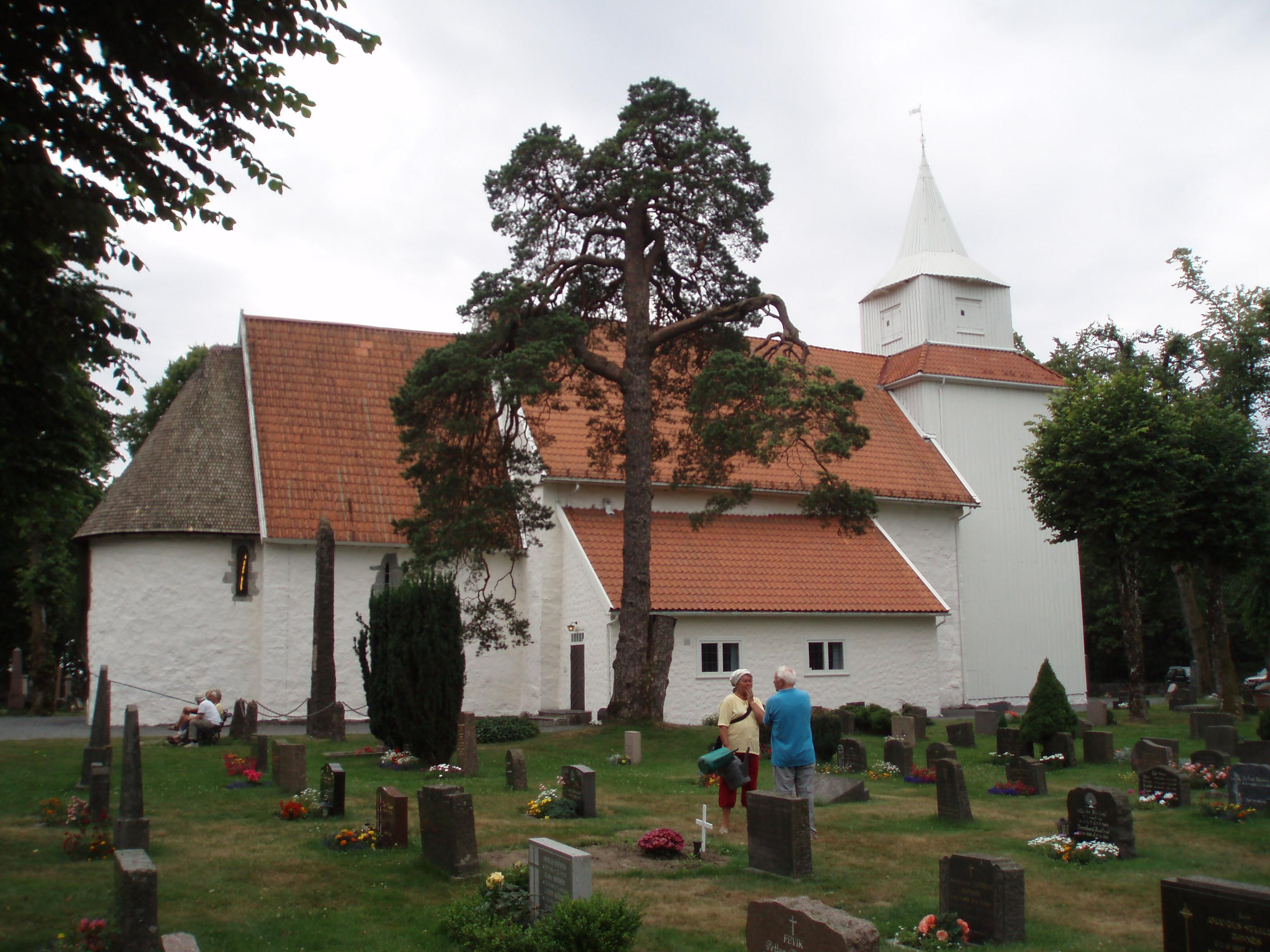
Fjære kirke, Aust-Agder

Dikten har varit älskad läsning i Norge, så älskad att det uppstod teorier om att Terje Vigen verkligen hade existerat. Noggrann genomgång av kyrkböcker och andra källor har inte givit teorierna något stöd. Dock restes en minnessten med påskriften "Terje Vigens grav" 1906 till minne av alla som dog till följd av nödåren under Napoleonkrigen. Minnesstenen står vid Fjære kirke nära Skagerrakstaden Grimstad.

## Filmatiseringar
Dramatiken i Ibsens dikt har inspirerat till filmatiseringar. Victor Sjöström gjorde filmen Terje Vigen redan 1917. Ytterligare två filminspelningar gjordes av Ibsens dikt, båda i Tyskland, 1911 och 1933.